# تلمبة امير أباد دارستان (كورك وناريتش)
تلمبة امیر أباد دارستان (بالإنجليزية: Tolombeh-ye Amirabad-e Darestan)‏ هي مستوطنة تقع في إيران في البلدة المركزية.